# Parrocchie civili del Buckinghamshire
Questa è una lista delle parrocchie civili del Buckinghamshire, Inghilterra.

## Aylesbury Vale
2 Gli incontri di parrocchia sostituiscono i consigli di parrocchia 
- Addington 2
- Adstock
- Akeley
- Ashendon
- Aston Abbotts
- Aston Clinton
- Aston Sandford 2
- Aylesbury Town
- Barton Hartshorn 2
- Beachampton
- Biddlesden 2
- Bierton with Broughton
- Boarstall 2
- Brill
- Buckingham Town
- Buckland
- Calvert Green
- Charndon
- Chearsley
- Cheddington
- Chetwode 2
- Chilton
- Coldharbour
- Creslow 2
- Cublington
- Cuddington
- Dinton-with-Ford and Upton
- Dorton 2
- Drayton Beauchamp 2
- Drayton Parslow
- Dunton 2
- East Claydon
- Edgcott
- Edlesborough
- Fleet Marston 2
- Foscott 2
- Gawcott with Lenborough
- Granborough
- Great Brickhill
- Great Horwood
- Grendon Underwood
- Haddenham
- Halton
- Hardwick
- Hillesden
- Hoggeston 2
- Hogshaw 2
- Hulcott
- Ickford
- Ivinghoe
- Kingsey 2
- Kingswood 2
- Leckhampstead
- Lillingstone Dayrell with Luffield Abbey
- Lillingstone Lovell 2
- Little Horwood
- Long Crendon
- Ludgershall
- Maids Moreton
- Marsh Gibbon
- Marsworth
- Mentmore
- Middle Claydon
- Mursley
- Nash
- Nether Winchendon 2
- Newton Longville
- North Marston
- Oakley
- Oving
- Padbury
- Pitchcott 2
- Pitstone
- Poundon 2
- Preston Bissett
- Quainton
- Radclive-cum-Chackmore
- Shabbington
- Shalstone 2
- Slapton
- Soulbury
- Steeple Claydon
- Stewkley
- Stoke Hammond
- Stoke Mandeville
- Stone with Bishopstone and Hartwell
- Stowe
- Swanbourne
- Thornborough
- Thornton 2
- Tingewick
- Turweston
- Twyford
- Upper Winchendon 2
- Waddesdon
- Water Stratford 2
- Watermead
- Weedon
- Wendover
- Westbury
- Westcott
- Weston Turville
- Whaddon
- Whitchurch
- Wing
- Wingrave with Rowsham
- Winslow Town
- Woodham 2
- Worminghall
- Wotton Underwood 2

## Chiltern
Consigli di parrocchia
- Amersham Town
- Ashley Green
- Chalfont St. Giles
- Chalfont St. Peter
- Chartridge
- Chenies
- Chesham Town
- Chesham Bois
- Cholesbury-cum-St Leonards
- Coleshill
- Great Missenden
- Latimer
- Little Missenden
- Penn
- Seer Green
- The Lee

## Milton Keynes
Consigli di parrocchia
- Astwood 1
- Bletchley and Fenny Stratford Town
- Bow Brickhill 1
- Bradwell 1
- Bradwell Abbey 1
- Broughton 1
- Calverton
- Campbell Park
- Castlethorpe 1
- Central Milton Keynes
- Chicheley 1
- Clifton Reynes 1
- Cold Brayfield 1
- Emberton 1
- Gayhurst 1
- Great Linford 1
- Hanslope 1
- Hardmead 1
- Haversham-cum-Little Linford 1
- Kents Hill, Monkston and Brinklow
- Lathbury 1
- Lavendon 1
- Little Brickhill 1
- Loughton 1
- Milton Keynes (Middleton) 1
- Moulsoe 1
- New Bradwell
- Newport Pagnell Town
- Newton Blossomville 1
- North Crawley 1
- Olney (Town Council) 1
- Ravenstone 1
- Shenley Brook End 1
- Shenley Church End 1
- Sherington 1
- Simpson 1
- Stantonbury 1
- Stoke Goldington 1
- Stony Stratford Town
- Tyringham and Filgrave 1
- Walton 1
- Warrington 1
- Wavendon 1
- West Bletchley
- Weston Underwood 1
- Woburn Sands Town 1
- Wolverton and Greenleys Town
- Woughton on the Green 1

1. prima del 1974 era parte del Distretto Rurale di Newport Pagnell

## South Bucks
Consigli di parrocchia
- Beaconsfield Town
- Burnham
- Denham
- Dorney
- Farnham Royal
- Fulmer
- Gerrards Cross
- Hedgerley
- Iver
- Stoke Poges
- Taplow
- Wexham

## Wycombe
2 Gli incontri di parrocchia sostituiscono i consigli di parrocchia 
- Bledlow-cum-Saunderton
- Bradenham
- Chepping Wycombe
- Downley
- Ellesborough
- Fawley 2
- Great and Little Hampden
- Great and Little Kimble
- Great Marlow
- Hambleden
- Hazlemere
- Hedsor 2
- Hughenden
- Ibstone
- Lacey Green
- Lane End
- Little Marlow
- Longwick-cum-Ilmer
- Marlow Bottom
- Marlow Town
- Medmenham
- Piddington and Wheeler End
- Princes Risborough Town
- Radnage
- Stokenchurch
- Turville
- West Wycombe
- Wooburn and Bourne End